# Carl Lindman
Carl Axel Magnus Lindman, ook wel C. A. M. Lindman (Halmstad, 6 april 1856 - Stockholm, 21 juni 1928), was een Zweeds botanicus.

## Biografie
Lindman deed in 1874 eindexamen in Växjö en studeerde daarna plantkunde en zoölogie aan de universiteit van Uppsala, waar hij in 1878 een bachelorgraad behaalde en in 1886 zijn doctoraat kreeg.
Hij werd docent natuurgeschiedenis en natuurkunde aan het Norra Latinläroverket in Stockholm in 1887 en conservator en professor aan de botanische afdeling van het Naturhistoriska riksmuseet in 1905. Hij ging in 1923 met pensioen, maar bleef tot 1924 waarnemend conservator.
Lindman publiceerde de eerste druk van Bilder ur Nordens flora tussen 1901-1905, gebaseerd op Johan Wilhelm Palmstruch's Svensk Botanik. Voor de tweede druk (1917) maakte Lindman zelf 144 nieuwe afbeeldingen.
Na studiereizen naar Zuid-Amerika publiceerde Lindman in 1900 Vegetation in Rio Grande do Sul. Hij publiceerde ook Lärobok i botanik in 1904 en Svensk fanerogamflora in 1918. Hij ontdekte veel tot dan toe onbeschreven plantensoorten en was de auteur van veel wetenschappelijke artikelen.
Lindman werd in 1913 gekozen tot lid van de Koninklijke Zweedse Academie van Wetenschappen en in 1914 werd hij lid van Lantbruksakademien (Landbouwacademie).
De auteursaanduiding Lindm. wordt gebruikt om Lindman aan te duiden als de auteur bij het citeren van een botanische naam.